# Avon (Carolina do Norte)
Avon é um lugar designado pelo censo do condado de Dare, no estado estadounidense da Carolina do Norte.

## Geografia
Avon encontra-se localizado nas coordenadas 35° 20′ 44″ N, 75° 30′ 20″ O, ao sul de Salvo e ao norte de Buxton de Hatteras Island. Segundo a Departamento do Censo dos Estados Unidos, sua superfície é de 6,24 km², 6,1 deles (97,73%) correspondentes a terra firme e 0,14 (2,27%) a água.